# Aldudes
Aldudes (tiếng Basque: Aldude) là một xã của tỉnh Pyrénées-Atlantiques, thuộc vùng Nouvelle-Aquitaine, tây nam nước Pháp.